# Zbirke crkve i samostana franjevačke Provincije Presvetog Otkupitelja u Sinju
Zbirke crkve i samostana franjevačke Provincije Presvetog Otkupitelja u gradiću Sinju.

## Opis
Inventar se sastoji od 145 pokretnih predmeta i umjetnina a datiran je od XV.-XX. stoljeća. Sastoji se od slika na drvu, platnu i limu, nekoliko kasnobaroknih drvenih skulptura, kovinskih predmeta (srebrno posuđe XVII. i XVIII. stoljeća), reljefni ukrašeni kaleži, ciboriji, pokaznice, relikvijari, ophodni i oltarni križevi, tabernakuli. Naročito je vrijedan i rijedak ukrašeni gotički kalež s natpisom iz XV. stoljeća.